# ريتا بوكستون
ريتا بوكستون (بالإنجليزية: Rita Buxton)‏ هي ناشِطة أسترالية، ولدت في 21 نوفمبر 1896، وتوفيت في 22 أغسطس 1982.